# Chima (Colombia)
Chima è un comune della Colombia facente parte del dipartimento di Santander.
L'abitato venne fondato da José Camacho Sabidos nel 1722.